# Dardenne Prairie
Dardenne Prairie é uma cidade  localizada no estado americano de Missouri, no Condado de St. Charles.

## Demografia
Segundo o censo americano de 2000, a sua população era de 4384 habitantes.
Em 2006, foi estimada uma população de 7423, um aumento de 3039 (69.3%).

## Geografia
De acordo com o United States Census Bureau tem uma área de
11,3 km², dos quais 11,3 km² cobertos por terra e 0,0 km² cobertos por água.

## Localidades na vizinhança
O diagrama seguinte representa as localidades num raio de 8 km ao redor de Dardenne Prairie.